# Метт Баркер
Метт Баркер (справжнє ім'я Урго Абрамов, нар . Лютий 1979) — естонський письменник.

## Життя і творчість
Баркер вивчав медицину в Тартуському університеті і зараз працює психіатром.
Баркер дебютував у журналі Looming у другій половині 1990-х років і зосереджується переважно на жанрі наукової фантастики. Його дебютну збірку «Ноги Сари» (1999) зустріли різкою критикою та за британську атмосферу казок порівняли з Марі Лааністе. Фактично, багато історій відбуваються в англосаксонських країнах і виглядають відчуженими, наприклад, через використання британських одиниць вимірювання. Його пізніші книги також зустріли широкий резонанс, і автора все частіше відносили до літератури жахів. Найактивніший період Баркера припав на межу XX і XXI століття.